# Luis Neri Caballero
Luis Neri Caballero Chamorro (Asunción, 22 de abril de 1990) es un futbolista paraguayo. Juega como delantero y su equipo actual es el Club General Martín Ledesma de la Segunda División de Paraguay.

## Trayectoria
Luis Neri Caballero es hijo del ex defensor central del mismo nombre Luis Nery Caballero, quien jugaba como zaguero, entre las décadas del '80 y '90 en los clubes Guaraní, Olimpia y Mandiyú de Corrientes, de la Argentina. Además fue internacional con la selección de Paraguay en 27 ocasiones. Su padre falleció en 2005 a la edad de 41 años, víctima de un asalto.
Luis se inició en la escuela de fútbol del profesor Daniel Raschle, entrenador de varios equipos de Primera División. Luego, a sus quince años de edad, llegó a Olimpia en donde, tras pasar por las divisiones inferiores, a principios de 2009 fue promovido a la Reserva (categoría previa a la principal) de la mano de Mauro Antonio Caballero, exatacante del conjunto franjeado campeón de la Copa Libertadores 2002, quien es según sus propias palabras "el artífice" de su ascenso al cuadro profesional. En éste hizo su debut el 3 de julio del mismo año, por la 22ª y última jornada del torneo Apertura, ingresando al minuto 59 de juego, bajo la conducción de Gregorio Pérez. Ya en aquella ocasión estuvo muy cerca de anotar.
A poco menos de un mes después de su estreno volvió a ser tenido en cuenta, siempre como jugador de alternativa, esta vez por el director técnico, Carlos Kiese. Durante los primeros partidos del torneo Clausura, pese al poco tiempo disponible en la cancha, realizó destacadas actuaciones.
Caballero tuvo su primera oportunidad de integrar el onceno titular ante el 12 de Octubre, en la cuarta jornada del campeonato. Y no defraudó al dar la asistencia para el gol del triunfo, tras una muy buena maniobra individual. En la fecha posterior, jugada el 23 de agosto de 2009 frente al Sportivo Luqueño, celebró sus primeras conquistas en la máxima categoría.
En octubre sufrió una lesión en el hombro que lo mantuvo inactivo por varios meses en proceso de recuperación. Su regreso a la competencia oficial se produjo en abril de 2010 durante la jornada 13 enfrentando a Tacuary al que le anotó uno de los cuatro tantos de su equipo.
En 2011 retomó su mejor forma física, gracias a lo cual ha podido rendir a muy buen nivel, y conquistar de esa manera el título de campeón del torneo Clausura.
Entre 2012 y 2014 militó en el PFC Krylia Sovetov Samara de Rusia. Luego pasó al Atlas de Guadalajara de México en donde permaneció por un año. Más tarde, Caballero retorna a Olimpia para la temporada 2016 en calidad de cedido por un período de seis meses.

## Selección nacional
Ha sido internacional con la selección de fútbol de Paraguay. Fue convocado por primera vez para integrar la plantilla principal el 29 de septiembre de 2011 con vistas a los juegos por las eliminatorias sudamericanas para el Mundial 2014.
Nuevamente fue convocado por Francisco Arce para disputar los partidos contra Ecuador y Chile, también por las eliminatorias.
Anteriormente, el 8 de septiembre de 2009, Caballero fue citado para conformar la selección Sub-20 que disputó el Mundial de la categoría que se llevó a cabo en Egipto, entre septiembre y octubre.

### Goles en la selección
| Goles con la Selección de Paraguay | Goles con la Selección de Paraguay | Goles con la Selección de Paraguay | Goles con la Selección de Paraguay | Goles con la Selección de Paraguay | Goles con la Selección de Paraguay | Goles con la Selección de Paraguay | Goles con la Selección de Paraguay | Goles con la Selección de Paraguay |
| Resultados                         | Resultados                         | Resultados                         | Resultados                         | Lugar                              | Estadio                            | Fecha                              | Tipo                               | Goles                              |
| ---------------------------------- | ---------------------------------- | ---------------------------------- | ---------------------------------- | ---------------------------------- | ---------------------------------- | ---------------------------------- | ---------------------------------- | ---------------------------------- |
| Paraguay                           | 3                                  | 1                                  | Guatemala                          | Luque                              | Estadio Feliciano Cáceres          | 14 de noviembre de 2012            | Amistoso                           | 1 gol                              |
| Paraguay                           | 1                                  | 4                                  | Ecuador                            | Quito                              | Estadio Olímpico Atahualpa         | 26 de marzo de 2013                | Eliminatorias Sudamericanas 2014   | 1 gol                              |

## Clubes
| Club                   | País     | Año       |
| ---------------------- | -------- | --------- |
| Olimpia                | Paraguay | 2009-2012 |
| Krylia Sovetov         | Rusia    | 2012-2014 |
| Atlas                  | México   | 2014-2015 |
| Olimpia                | Paraguay | 2016      |
| Atlas                  | México   | 2016      |
| Guaraní                | Paraguay | 2017      |
| Nacional               | Paraguay | 2017      |
| Guaraní                | Paraguay | 2018      |
| Deportivo Santaní      | Paraguay | 2018      |
| Deportes Tolima        | Colombia | 2019      |
| Sportivo Luqueño       | Paraguay | 2020      |
| River Plate            | Paraguay | 2021      |
| Deportivo Capiatá      | Paraguay | 2022-2023 |
| General Martín Ledesma | Paraguay | 2023-act. |

### Goles en la Copa Libertadores
| Resultados | Resultados | Resultados | Resultados | Lugar          | Estadio                         | Fecha               | Temporada | Gol(es) |
| ---------- | ---------- | ---------- | ---------- | -------------- | ------------------------------- | ------------------- | --------- | ------- |
| Olimpia    | 3          | 3          | Flamengo   | Río de Janeiro | Estadio Olímpico João Havelange | 15 de marzo de 2012 | 2012      | 1 gol   |
| Olimpia    | 4          | 2          | Emelec     | Asunción       | Estadio Defensores del Chaco    | 17 de marzo de 2016 | 2016      | 1 gol   |

Para un total de 2 goles.

### Goles en la Copa Sudamericana
| Resultados  | Resultados | Resultados | Resultados              | Lugar    | Estadio                      | Fecha                 | Temporada | Gol(es) |
| ----------- | ---------- | ---------- | ----------------------- | -------- | ---------------------------- | --------------------- | --------- | ------- |
| Nacional    | 1          | 0          | Estudiantes de La Plata | Asunción | Estadio Defensores del Chaco | 23 de agosto de 2017  | 2017      | 1 gol   |
| Nacional    | 1          | 4          | Independiente           | Asunción | Estadio Defensores del Chaco | 25 de octubre de 2017 | 2017      | 1 gol   |
| River Plate | 4          | 2          | Guaireña                | Asunción | Estadio Defensores del Chaco | 8 de abril de 2021    | 2021      | 1 gol   |
| River Plate | 2          | 1          | Peñarol                 | Asunción | Estadio Defensores del Chaco | 18 de mayo de 2021    | 2021      | 1 gol   |

Para un total de 4 goles.

## Palmarés
| Título           | Club    | País     | Año    |
| ---------------- | ------- | -------- | ------ |
| Primera División | Olimpia | Paraguay | 2011-A |